# Koninklijke Nederlandse Hippische Sportfederatie
De Koninklijke Nederlandse Hippische Sportfederatie (KNHS) is de grootste Nederlandse sportfederatie voor de paardensport. De KNHS is lid van de internationale paardensportorganisatie Fédération Équestre Internationale (FEI).
Ruiters moeten bij de KNHS aangesloten zijn om te kunnen deelnemen aan hippische wedstrijden die georganiseerd zijn door de federatie of door aangesloten verenigingen. De aangesloten disciplines zijn: dressuur, springen, mennen, eventing, de aangespannen sport, voltige en endurance. De wedstrijden worden verreden per kring en per regio.
De federatie is een samenvoeging van vier verenigingen/bonden om de paardensport in Nederland beter te regelen en te overzien. Deze samenvoeging vond plaats in 2002. De vier verenigingen zijn:
- Koninklijke Nederlandse Federatie van Landelijke Rijverenigingen en Ponyclubs (KNF)
- Nederlandse Bond van Rij- en Jachtverenigingen (NBVR)
- Nederlandse Katholieke Bond van Landelijke Rijverenigingen en Ponyclubs (NKB)
- Nederlandse Ponyclub (NPC)

In februari 2007 heeft de Nederlandse Federatie Paardrijden Gehandicapten zich aangesloten bij de KNHS. In 2014 werd, onder de vlag van de KNHS, de Horseball Vereniging Nederland (HVN) opgericht en aan het publiek voorgesteld.
Het voormalige KNF-hoofdkantoor in Ermelo is nu het hoofdkantoor van de KNHS. De KNHS heette na de samenvoeging aanvankelijk nog Nederlandse Hippische Sportfederatie (NHS), omdat de nieuw gevormde federatie het predicaat Koninklijk nog niet had gekregen. In 2003 ontving de federatie het predicaat Koninklijk van Koningin Beatrix.
Hoofdsponsor van de KNHS van 2002 tot eind 2016 was de Rabobank. Het sportteam TeamNL werd op 1 januari 2017 hoofdsponsor van de KNHS. TeamNL, een initiatief van NOC*NSF, wordt op zijn beurt mogelijk gemaakt door onder meer de Nederlandse Loterij, Heineken, Rabobank en KPN. In maart 2018 werd Theo Ploegmakers als voorzitter opgevolgd door Cees Roozemond. Ploegmakers werd later dat jaar voorzitter van de European Equestrian Federation.

## Regio's
In de Nederlandse paardensport zijn er elf regio's, officieel vastgelegd door de KNHS. Deze regio's zijn weer opgedeeld in kringen, die bestaan uit verschillende verenigingen.
De paardensport kent 11 regio's, één per provincie, en geen 12, omdat Flevoland pas na de eerste vastlegging van de regio's een provincie is geworden. De Noordoostpolder behoorde destijds nog bij Overijssel en binnen de Flevopolders was er geen echte sprake van het beoefenen van de sport. Na de creatie van de provincie Flevoland, bleef de Noordoostpolder bij de regio Overijssel horen, Dronten en Lelystad werden onderdeel van de regio Gelderland, Almere van de regio Noord-Holland en Zeewolde kwam bij Utrecht. Tot nu toe wordt deze indeling behouden. Bij de samenvoeging van alle Nederlandse paardensportfederaties in 2002 onder de Koninklijke Nederlandse Hippische Sportfederatie zijn er plannen gemaakt om ook Flevoland een regio te maken. Dit heeft echter tot protest van leden geleid, waarop de plannen (voorlopig) zijn gestaakt.
Ruiters en amazones die hoog geklasseerd gereden hebben op de indoor- of outdoorkampioenschappen binnen kringen (kringkampioenschappen), mogen door naar de kampioenschappen die binnen een regio worden verreden, op de zogeheten regiokampioenschappen. Wie hier weer hooggeklasseerd is, mag door naar de Nederlandse kampioenschappen op het Nationaal Hippisch Centrum in Ermelo.

## Ledenaantallen
Hieronder de ontwikkeling van het ledenaantal en het aantal verenigingen:
| Jaar | Ledenaantal | Verenigingen |
| ---- | ----------- | ------------ |
| 2021 | 141.332     | 1.055        |
| 2020 | 142.824     | 1.071        |
| 2019 | 149.248     | 1.090        |
| 2018 | 160.481     | 1.122        |
| 2017 | 176.167     | 1.151        |
| 2016 | 197.951     | 1.175        |
| 2015 | 200.315     | 1.196        |
| 2014 | 210.532     | 1.209        |
| 2013 | 208.378     | 1.234        |
| 2012 | 213.009     | 1.248        |
| 2011 | 225.291     | 1.274        |
| 2010 | 212.142     | 1.343        |
| 2009 | 209.044     | 1.385        |
| 2008 | 203.007     | 1.461        |
| 2007 | 195.526     | 2.313        |
| 2006 | 188.672     | 2.306        |
| 2005 | 180.023     | 2.251        |
| 2004 | 160.134     | 2.259        |
| 2003 | 142.804     | 2.255        |
| 2002 | 138.874     | 2.144        |
| 2001 |             | 2.535        |
| 1999 | 143.410     | 2.490        |
| 1996 | 120.572     | 2.411        |
| 1993 | 112.608     |              |
| 1990 | 50.251      |              |
| 1987 | 46.716      |              |
| 1984 | 53.192      |              |
| 1981 | 51.248      |              |
| 1978 | 67.000      |              |